# Kleines Nacktschwanzgürteltier
Das Kleine Nacktschwanzgürteltier oder Chaco-Nacktschwanzgürteltier (Cabassous chacoensis) ist der kleinste Vertreter der Nacktschwanzgürteltiere und lebt überwiegend in trockenen Landschaften des Gran Chaco in Südamerika. Über seine Lebensweise ist nur sehr wenig bekannt. Die Art ist laut IUCN nur gering gefährdet.

## Merkmale

### Habitus
Das Kleine Nacktschwanzgürteltier erreicht eine Kopf-Rumpf-Länge von 31 cm, hinzu kommt ein langer und schmaler Schwanz von durchschnittlich 9,3 cm Länge. Das Gewicht liegt bei 1,5 bis 1,6 kg. Der Kopf ist kurz und breit, die Augen sind charakteristisch klein. Die kleinen und weit auseinanderstehenden Ohren werden nur 1,4 cm lang und sind dadurch deutlich kleiner als bei den anderen Nacktschwanzgürteltieren. Markant ist der Kopfschild, der aus 25 bis 29 Knochenplättchen besteht und eine dreieckige Form aufweist. Der Rückenpanzer bedeckt sowohl die Schulter- als auch die Beckenregion und reicht bis zu den Gliedmaßen hinab. Er ist dunkelbraun gefärbt, etwas heller an den Seiten. Aufgebaut ist er aus einzelnen Bändern aus Knochenplättchen, wobei im Schulterbereich 16 bis 27 Plättchen eine Reihe bilden, im Beckenbereich 25 bis 5 (jeweils von vorne nach hinten gezählt). Zwischen den festeren Schulter- und Beckenpanzern befinden sich zwölf bewegliche Bänder mit durchschnittlich je 28 bis 29 Plättchen. Der Schwanz weist keine Knochenplättchen auf und ist nackt. Haare, die mitunter recht lang sind, finden sich nur an den Seiten des Körpers unterhalb des Rückenpanzers, der Bauch ist aber weitgehend unbehaart. Die sehr kurzen Gliedmaßen enden vorne und hinten in jeweils fünf Krallen. Dabei sind jene des Vorderfußes lang, vor allem am mittleren (dritten) Strahl. Beim Laufen nutzt das Tier die vollständige Sohle der Hinterfüße, während bei den Vorderfüßen die Krallen aufsetzen. Der Hinterfuß wird 6,1 cm lang.

### Skelettmerkmale
Der Schädel ist 6,8 cm lang und an den Jochbeinen bis zu 4 cm breit, die Höhe liegt bei 3 cm. Das Rostrum ist vergleichsweise kürzer und breiter als bei anderen Nacktschwanzgürteltieren. Der Unterkiefer hat eine schmale Form. Die Zähne entsprechen nicht jenen, die üblicherweise bei Säugetieren ausgebildet sind. Sie ähneln ein wenig den Molaren, sind breiter als lang durchschnittlich 2,5 mm groß. Im Oberkiefer sind jeweils acht bis neun, im Unterkiefer acht dieser Zähne pro Kieferbogen ausgebildet, insgesamt besteht das Gebiss also 32 bis 34 Zähnen. Die Länge der Zahnreihe im Oberkiefer misst 2,6, im Unterkiefer 2,4 cm. Bemerkenswert an den Vorderbeinen ist die Ulna, die 4,8 cm lang wird, deren oberes Gelenkende (Olecranon), davon allein 2,2 cm einnimmt. Ein derartig groß ausgeprägtes Gelenk ist typisch für Säugetiere mit grabender Lebensweise.

### Sinnesleistungen und Lautäußerungen
Lediglich ein an Schweine erinnerndes Quieken ist von männlichen Tieren bekannt. Weibliche Tiere scheinen kaum Laute von sich zu geben.

## Verbreitung und Lebensraum

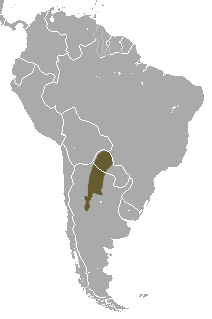
Verbreitungsgebiet

Das Verbreitungsgebiet umfasst den westlichen Teil Paraguays und das nördliche Argentinien. Angaben aus Bolivien und dem südlichen Brasilien konnten bisher nicht bestätigt werden. Das Besiedlungsgebiet wird mit 438.000 km² angegeben, allerdings ist die Populationsdichte unbekannt. Dabei lebt das Kleine Nacktschwanzgürteltier vorwiegend in trockenen Gebieten des Gran Chaco, der aus offenen Landschaften und Trockenwäldern mit dornigen Gebüschen besteht. Hier kommt es häufig in Arealen mit dichtem Bewuchs durch Prosopis- und Quebrachobäumen vor. Zudem bestehen die Böden aus lockeren, nichttonigen Sedimenten. Das Kleine Nacktschwanzgürteltier meidet bewirtschaftete Flächen.

## Lebensweise
Das Kleine Nacktschwanzgürteltier wird nur äußerst selten beobachtet, in dem Zeitraum seit Ende der 1980er Jahre sind nur sehr wenige durch Wissenschaftler dokumentierte Sichtungen bekannt geworden, über die Lebensweise ist dadurch so gut wie nichts bekannt. Es wird angenommen, dass die Gürteltierart nachtaktiv ist, einige Sichtungen erfolgten aber auch tagsüber. Sie lebt weiterhin unterirdisch in wohl selbst gegrabenen Höhlen. Berichten zufolge verlässt sie diese bei aufziehenden Gewitterstürmen. Die Hauptnahrung umfasst Ameisen und Termiten, deren Baue das Kleine Nacktschwanzgürteltier mit seinen Krallen aufbricht. Außerdem scheint das Tier Wasser sehr gut aufspüren zu können. Weibchen bringen während der Fortpflanzung in der Regel ein Jungtier zur Welt.

## Systematik
Das Kleine Nacktschwanzgürteltier gehört zur Gattung der Nacktschwanzgürteltiere (Cabassous), der weitere drei Arten zuzurechnen sind. Diese wiederum werden alle zur Gruppe der Gürteltiere (Dasypoda) und zur Familie der Chlamyphoridae verwiesen. Innerhalb der Familie ist die Gattung Cabassous ein Mitglied der Unterfamilie der Tolypeutinae, die nächsten verwandten Formen stellen das Riesengürteltier (Priodontes) und die Kugelgürteltiere (Tolypeutes) dar. Die Tolypeutinae bilden das Schwestertaxon der Chlamyphorinae, welche die beiden Gürtelmullarten einschließen. Die Unterfamilie der Euphractinae mit den Borstengürteltieren (Chaetophractus) und dem Sechsbinden-Gürteltier (Euphractus) sind etwas entfernter verwandt. Die Chlamyphorinae und die Tolypeutinae trennten sich gemäß molekulargenetischen Untersuchungen bereits im Oligozän vor 33 Millionen Jahren, danach unterlagen die Tolypeutinae seit dem frühen Miozän einer stärkeren Aufspaltung. Fossile Nachweise vom Kleinen Nacktschwanzgürteltier sind nicht bekannt.
Es sind keine Unterarten des Kleinen Nacktschwanzgürteltiers bekannt, so dass die Art monotypisch ist. Beschrieben wurde es 1980 von Ralph Martin Wetzel im Zuge einer Revision der Gattung Cabassous, als Typusregion gab er das Gebiet 5 bis 7 km westlich von Estancia Juan de Zalazar im paraguayischen Departamento Presidente Hayes an. Der Artname chacoensis verweist auf die Gran-Chaco-Region als Lebensraum.

## Bedrohung und Schutz
Das Kleine Nacktschwanzgürteltier kommt in Regionen mit einer durchschnittlich sehr dünnen menschlichen Besiedlung vor, größte Bedrohung ist der Verlust des Lebensraumes durch Landwirtschaft, vor allem durch den verstärkten Anbau von Erdnüssen, Sorghumhirse und Sesam, für die die weichen Böden prädestiniert sind. Zudem wird es häufig von freilaufenden Haushunden in seinen Wohnhöhlen aufgespürt. Teilweise dient es auch als Nahrung für den Menschen. Von der IUCN wird die Tierart momentan als „gering gefährdet“ (near threatened) eingestuft, einige Forscher nehmen durch die zunehmende Landwirtschaft in der Gran Chaco-Region einen Rückgang von bis zu 25 % der Gesamtpopulation an und plädieren für eine höhere Gefährdungseinstufung. In Argentinien ist sie in einigen Nationalparks, wie dem Nationalpark Talampaya heimisch.